# アンドレア・モーダ
アンドレア･モーダ・フォーミュラ(Andrea Moda Formula)は、1992年のF1世界選手権に参戦したイタリアのレーシングチーム。本拠地はウンブリア州ペルージャ。

## 体制
1991年末にコローニ・レーシングが参戦資金不足にあえいでおり、それをイタリアのブーツメーカー運営やディスコオーナーとして成功した実業家アンドレア・サセッティが買収し、1992年のF1にエントリーした。コローニのファクトリーとスタッフが引き継がれ、コローニ創設者のエンツォ・コローニもチームマネージャーとしてアンドレア・モーダに残った。マシンはマックス・モズレーとニック・ワースがオーナーのシムテック・リサーチ社が1990年にBMWのために設計したものを流用し、エンジンはジャッドGV（V型10気筒）、タイヤはグッドイヤーを使用した。
ドライバーはアレックス・カフィ、エンリコ・ベルタッジアで開幕を迎え、以後ロベルト・モレノ、ペリー・マッカーシーに代わった。

## 戦歴

### 参戦をめぐる混乱
初戦の南アフリカGPには新しい車両が間に合わず、コローニの前年型シャシーを改修した「C4B」を持ち込んだ。このレースで、アンドレア・モーダは新チームに課せられる10万米ドルの保証金を国際自動車スポーツ連盟（FISA、のちに国際自動車連盟 (FIA) に吸収）に収めていないとして出走を禁じられた。チームは、アンドレア・モーダはコローニを引き継いだチームであり新チームにあたらず保証金を収める義務はないと主張したが、決定は覆らなかった。
第2戦メキシコGPで新車「S921」を持ち込んだものの、予備予選に出走できず。カフィとベルタッジアがチームを去り、表彰台の経験を持つロベルト・モレノと、F1ルーキーのイギリス人・ペリー・マッカーシーに変更した。
第3戦ブラジルGPがアンドレア・モーダの実質的な初レースとなったが、このレースではマッカーシーに対するスーパーライセンス発給が見送られ、モレノだけのエントリーとなった。モレノはトラブルに見舞われ、予備予選を通過することができなかった。

### 初の決勝進出へ
第5戦サンマリノGPではモレノが予備予選通過ラインに0.5秒以内に迫り、ようやく他チームと競えることを示したが、これはモレノの能力に負うところが大きかった。
第6戦モナコGPでは、ラルースのルーキー片山右京が予備予選で自滅したこともあり、モレノが初の予備予選通過に成功。予選でも26番手のタイムを記録して、初めて決勝レースでの走行が実現した（結果は12周目マシントラブルによりリタイア）。アンドレア・モーダが決勝に出走したのはこの一度限りだった。

### 再度の混乱
第7戦カナダGPではエンジンが届かず、マッカーシーが欠場し、モレノだけがブラバムの同型エンジンを借り受けて出走した。これには、アンドレア・モーダのジャッドへのエンジン使用料の支払いが滞ったという報道と、輸送上のトラブルという報道があった。
第8戦フランスGPは、フランス国内で発生していたトラック運転手によるデモの影響で機材がサーキットに届かず欠場した。
第9戦以降も参戦を続けたが、2台エントリーでありながらモレノの出走にチームの全精力を傾けるため、セカンドドライバーであるマッカーシーの走行を予備予選終了直前の1周のみに留める行為を繰り返すなどし、度々FISAから注意、勧告を受けた。モレノもモナコGPの再現はならず、大差での予備予選落ち、予選落ちを繰り返した。
その後、チームオーナーのサセッティが通関書類を偽造していたとして第12戦ベルギーGPの会場で逮捕された。FISAはアンドレア・モーダがF1の信用を失墜させたとして、チームを追放処分とした。
チームは第13戦イタリアGPに現れたが、FIAはエントリーを拒否した。以後の参戦も禁止され、チームは消滅した。

## 余談
年間予算がおよそ500万ドルというF1での小規模チームであるにもかかわらず、その資金の使い方を間違えていたチームだった。例としてレースクイーンを1台に4人も侍らせていたり、オーナーのサセッティがファッション業界の人物のため服装には意識が傾き、全ピットスタッフのユニフォームを日替わりで用意している一方で、マシンのスペアパーツは全く用意されていなかった。川井一仁によると、ピットクルー用のサインボードは街のカーショップでレース初心者でも入手できる市販品を使用していた。

## 戦績
| シーズン | No. | ドライバー             | シャシー | 1   | 2   | 3    | 4    | 5    | 6    | 7    | 8   | 9    | 10   | 11   | 12  | 13  | 14  | 15  | 16  | ポイント | 順位 |
| -------- | --- | ---------------------- | -------- | --- | --- | ---- | ---- | ---- | ---- | ---- | --- | ---- | ---- | ---- | --- | --- | --- | --- | --- | -------- | ---- |
| 1992年   |     |                        |          | RSA | MEX | BRA  | ESP  | SMR  | MON  | CAN  | FRA | GBR  | GER  | HUN  | BEL | ITA | POR | JPN | AUS | 0        | NC   |
| 1992年   | 34  | アレックス・カフィ     | C4B      | EX  |     |      |      |      |      |      |     |      |      |      |     |     |     |     |     | 0        | NC   |
| 1992年   | 34  | アレックス・カフィ     | S921     |     | DNS |      |      |      |      |      |     |      |      |      |     |     |     |     |     | 0        | NC   |
| 1992年   | 34  | ロベルト・モレノ       | S921     |     |     | DNPQ | DNPQ | DNPQ | Ret  | DNPQ |     | DNPQ | DNPQ | DNQ  | DNQ | EX  | EX  | EX  | EX  | 0        | NC   |
| 1992年   | 35  | エンリコ・ベルタッジア | C4B      | EX  |     |      |      |      |      |      |     |      |      |      |     |     |     |     |     | 0        | NC   |
| 1992年   | 35  | エンリコ・ベルタッジア | S921     |     | DNS |      |      |      |      |      |     |      |      |      |     |     |     |     |     | 0        | NC   |
| 1992年   | 35  | ペリー・マッカーシー   | S921     |     |     |      | DNPQ | DNPQ | DNPQ |      |     | DNPQ | DSQ  | DNPQ | DNQ | EX  | EX  | EX  | EX  | 0        | NC   |